# Tatort: Murot und das Gesetz des Karma
Murot und das Gesetz des Karma ist ein Fernsehfilm aus der Krimireihe Tatort. Der Beitrag vom Hessischen Rundfunk ist die 1210. Tatort-Episode und wurde am 25. September 2022 im SRF, im ORF und im Ersten ausgestrahlt.
Der Wiesbadener Kommissar Felix Murot ermittelt in seinem elften Fall.

## Handlung
Nach einem Vortrag in einem Hotel wird Kommissar Murot von einer jungen Frau mit K.-o.-Tropfen im Weinglas betäubt und ausgeraubt. Zur selben Zeit soll im selben Hotel eine Geldübergabe stattfinden: Martin Landrot hat seinen Arbeitgeber Delphi Invest und dessen Chef Malte Schöller mit Informationen über illegale Finanztransfers des Unternehmens erpresst. Bei der Geldübergabe müssen Landrot und Xavier, der Handlanger Schöllers, jedoch feststellen, dass Landrots Laptop mit den Beweisen von derselben jungen Frau gestohlen wurde, die auch Murot ausraubte. Darauf erwürgt Xavier den Erpresser.
Als die LKA-Mitarbeiterin Wächter sich am nächsten Morgen vom Tatort im Hotel meldet, verheimlicht Murot ihr zunächst seinen Vortrag und den Raub. Gemeinsam nehmen sie die Ermittlungen auf. Schnell gerät Schöller in den Fokus; hinter ihm ist auch die Finanzfahndung her. Schöller wiederum beauftragt nun Xavier damit, die Diebin des Laptops zu finden. Während der Suche nach der Diebin wird Xavier von einem polnischen Pärchen verprügelt, das er später aus Rache hinrichtet. Die Diebin Eva stellt derweil fest, dass sich auf dem gestohlenen Laptop belastendes Material befindet. Sie kontaktiert Schöller und verlangt Geld von ihm.
Bei der Geldübergabe, zu der Schöller erneut Xavier schickt, verabreicht sie auch diesem K.-o.-Tropfen und kann zunächst mit dem Geld entkommen. Zurück auf ihrem Hof stellt sie allerdings fest, dass Xavier einen GPS-Sender zwischen dem Geld versteckt hat. Sie bereitet eine Falle mit Tellereisen für ihn vor, in die Xavier tatsächlich auch hineintritt. Murot und Wächter, die Xavier gefolgt waren, treffen wenig später ein und verhaften den schwer verwundeten Xavier.
Schöller hat sich allerdings bereits abgesetzt, und auch Eva kann mit dem Geld entkommen.
Während der Ermittlungen findet Eva heraus, dass Murot zu ihrer Mutter eine Beziehung hatte, die jedoch unglücklich endete. Kurz nach dem Ende der Beziehung wird Eva geboren, und Murot könnte ihr Vater sein. Als Murot in der Schlussszene das Ergebnis des von ihm in Auftrag gegebenen Vaterschaftstests erfährt, lächelt er entspannt.

## Hintergrund
Der Film wurde vom 4. November 2021 bis zum 11. Dezember 2021 in Frankfurt am Main und in Wiesbaden gedreht. Die Premiere erfolgte am 9. September 2022 auf dem Festival des deutschen Films in Ludwigshafen am Rhein.

## Rezeption

### Kritiken
Für Tittelbach.tv schrieb Thomas Gehringer: „Murot muss sich mit schlechtem Karma herumschlagen, dennoch driftet die elfte Folge mit Ulrich Tukur als ‚Tatort‘-Kommissar Felix Murot nicht in buddhistische Seelenschau oder wolkige Esoterik ab.“ Der Film erzählt „geradlinig, spannend und humorvoll von einer Pechsträhne des Kommissars, die möglicherweise ihren Ursprung in einem lange zurückliegenden Fehlverhalten Murots haben könnte. Der Kommissar wird in einem Hotel Opfer einer Trickdiebin, die am selben Abend noch das Laptop eines anderen Mannes stiehlt und damit eine Kette von blutigen Ereignissen auslöst. Tolles Ensemble in prägnanten Episoden-Rollen, angeführt von Anna Unterberger und Thomas Schmauser.“
Heike Huperzt von der FAZ urteilte: „Wenn unsere Vorstellungen die Welt, zumindest unsere Welt, prägen, ist es dann nicht das Beste, Leid und Schlechtes zu verdrängen und nur an das Genehme zu glauben?“ „Im ‚Tatort: Murot und das Gesetz des Karma‘ brummt dem Kommissar der Schädel. Wir sehen Ulrich Tukurs Figur so schicksalshaft verwirrt wie eh und je.“
In der Süddeutschen Zeitung schrieb Claudia Tieschky: „Die Geschichte ist schnell interessant, sie hat Tempo und manchmal auch Komik, und speziell Bauchredner sind einem hinterher sehr unheimlich.“
Christian Buß wertete im Spiegel: „Tukurs Kommissar Murot ist ja das große Chamäleon des ‚Tatorts‘; eine Figur, die mit jeder Episode aufs Neue dekonstruiert wird, damit sie dann vor einem ganz eigenen Genre-Hintergrund neu erfunden werden kann. Western, Gewaltoper, Urlaubsliebelei, alles ist möglich. Und nun sogar eine Art heiteres buddhistisches Schuld-und-Sühne-Movie.“
Die Augsburger Allgemeine urteilte: Dieser Tatort ist „Nicht ganz so abgedreht wie es in Wiesbaden oft der Fall ist; an Skurrilität mangelt es dem Film trotzdem nicht“ und es ist „kein klassischer Krimi von der Stange.“ „Für die Zuschauer ergab sich dabei ein neuer Blick auf die Figur des Kommissars, der von Ulrich Tukur gewohnt souverän dargestellt und interpretiert wurde.“
Christian Lukas von quotenmeter.de beurteilte den Krimi als „unfassbar öde“ so „dass die größte Überraschung im Grunde darin besteht, dass die ganze Geschichte bis zum Ende ohne eine einzige Überraschung auskommt. Null Spannung, keine Wendungen. Selbst der Mord ist Bullshit. Er macht keinen Sinn. Ja, die beiden Männer geraten in einen Streit. Aber wie der Mord geschieht... Himmel hilf. Kapielski drückt dem am Boden liegenden Landrot die Luft ab. Im laufenden Fernsehen gibt es ein klassisches Konzert zu sehen und das ist so schön, so erhaben, dass Kapielski glatt vergisst, dass er seinen Kollegen gerade hinfort meuchelt.“

### Einschaltquoten
Die Erstausstrahlung von Murot und das Gesetz des Karma am 25. September 2022 wurde in Deutschland von 8,13 Millionen Zuschauern gesehen und erreichte einen Marktanteil von 27,6 % für Das Erste. In der als Hauptzielgruppe für Fernsehwerbung deklarierten Altersgruppe von 14–49 Jahren erreichte Murot und das Gesetz des Karma 1,57 Millionen Zuschauer und damit einen Marktanteil von 21,4 Prozent in dieser Altersgruppe.

### Auszeichnungen
Der Film war für den Rheingold Publikumspreis 2022 auf dem Festival des deutschen Films in Ludwigshafen am Rhein nominiert.